# サイロン・レイダー
サイロン・レイダー（Cylon Raider）は、米国のSFテレビドラマ『宇宙空母ギャラクティカ』シリーズに登場する人類に敵対する組織サイロンが運用する架空の宇宙戦闘攻撃機。
オリジナルシリーズとリ・イマジニングシリーズでは形状や機体概要が大きく異なる。

## 概要
外観としては、オリジナルシリーズが円盤型の全翼機で、リ・イマジニングシリーズがU字型の主翼の中心に、細長い胴体部がある。といったようにまったく違う外観となっている。また、他の兵器と同じく武装はオリジナルがレーザー砲(ビーム系)、リ・イマジニング版が機関砲とミサイル(実弾系)となっている。そして一番大きな違いは、オリジナルシリーズは操縦にサイロンセンチュリオンが必要なのに対して、リ・イマジニングシリーズは機体自体が生きている生命体であり無人機であるという点である。ただしリ・イマジニングシリーズでもゴールド一名とシルバー二名の計三名のセンチュリオンが乗り込んだサイロン・レイダーも登場している。

## 各シリーズにおけるサイロン・レイダー

### オリジナルシリーズ

#### サイロン・レイダー戦闘攻撃機
サイロン・ベーススター及びサイロンの占領区域基地に大量配備されている標準的な戦闘攻撃機。3人乗りで、通常はサイロンセンチュリオン3体が乗り込み操縦される(パイロット2名、艇長1名)。円盤型の全翼機で、機体中央と翼部分との接合部にレーザーキャノンを2門装備。機体内部と翼下ハードポイントにソルナイト爆弾を搭載することができる。機体後部にある亜光速エンジン2基により推進する。爆弾の搭載能力が多い分機動性が犠牲となっており、コロニアル・バイパーとの格闘戦では若干不利な部分がある。そのため、多数で包囲しつつ攻撃するという物量に任せた集団戦術を取ることが多い。また、バイパーより航続距離が長いもののさらに長距離の移動にはベーススターによる輸送あるいは補給艦による途中給油が必要である。
【スペック】不明

#### サイロンA-Bレイダー戦闘攻撃機
オリジナルシリーズ続編である『garactica1980』に登場するサイロンの新型戦闘攻撃機。レイダーをスマートにしたような外観で、上からの見た目はレイダーが円盤型なら本タイプは木の葉のような楕円形あるいは菱形に近い形状をしている。しかし、サイズはレイダーより2回りほど大きくなっており、操縦には3体のサイロンセンチュリオン及び2体のヒューマノイドサイロン計5体のサイロン兵士が必要である。武装は強力で、レーザー砲の威力は従来のレイダーやコロニアル・バイパーを軽く上回る。また、バイパーの通常兵器をうけつけない堅牢な装甲も併せ持つ。テスト機が太陽系内で試験航行中にギャラクティカのパトロールバイパー機と遭遇。バイパー機は通常戦闘では撃墜できないと判断し体当たり攻撃を敢行。A-Bレイダーは航行システムが損傷しコントロール不能のまま地球への突入軌道へ侵入、ニューヨーク州郊外に墜落した。その後惑星連合軍の調査による機密流出を避けるため自爆した。
【スペック】不明

### リ・イマジニングシリーズ

#### サイロン・レイダー(第一次サイロン戦争時)
第一次サイロン戦闘時のサイロン主力戦闘攻撃機として登場。外観はオリジナルシリーズのレイダーとほぼ同じで、操縦についてもサイロンセンチュリオン3体により行われる。武装についてはオリジナルシリーズと同様翼基部に2門の砲があり、おそらく実弾兵器と思われるが詳細は不明。その他の兵器についてもわかっていない。第二次サイロン戦争勃発時にはギャラクティカ博物館の展示物として登場するが、その後空母ペガサスと遭遇したサイロン・ガーディアン・ベーススターにも搭載されており、ペガサス戦闘機隊と激しい戦闘を繰り広げたが、全滅させられている。
【スペック】不明

#### サイロン・レイダー(第二次サイロン戦争時)
サイロン・ベーススター及びサイロンの占領区域基地に大量配備されている標準的な戦闘攻撃機。他のサイロンと同じく機自体が機械生命体であり、進化したサイロンの一個体である。そのためパイロットはおらずある程度の自律行動が可能。怒りなどの感情すら存在する。上から見るとU字型をしており中央の胴体部から牛の角のように進行方向に向かって前進翼が延びている。胴体部前面にコックピットに相当するポッドがあり、センチュリオン同様左右にスイングするモノアイを備える。防護用のカバーに覆われたこのモノアイ部分を開放することにより、コロニアル側のコンピュータに侵入し、システムダウンを引き起こすコンピュータウイルスを発信する。
人が操縦することによるタイムラグがないため、旧式レイダー(第一次サイロン戦争時)に比べると機動性も高くバイパーとの格闘戦でもほぼ互角である。ただし、機体内部は完全な機械ではなく有機体部品も含まれる(有機体生命維持用の酸素タンクが装備されていたり血液のようなものも流れている)ため、生物の限界を超えた機動は構造上不可能である。また逆に、機械部品が影響を受けるため電磁パルスが放出される核兵器使用直後の運用は基本的に行われない。
自律機能は12モデルの有機体サイロンと類似しているが原始的で、ナンバー8の発言によれば動物のそれに近いらしい。転送再生機能も備わっており、撃墜などによって「死んだ」場合、リザレクション・シップやベーススター等の再生拠点に転送され、そこで新たな機体を得る。
この再生は戦闘機の機能としてみた場合、非常に合理的である。例えば人間のパイロットの場合、死はそのままパイロットが積み重ねた経験の喪失であり、その再補充には莫大な時間を要するし、同等の水準に達するとは限らない。だがサイロンは再生によって経験の損失を防ぐばかりか、被撃墜要因を分析する事で死をも貴重な経験そのものに変換してしまう。
だが、この機能は有機体モデルのそれと同様の欠陥も有している。戦闘経験等の有効な記憶のみならず、破壊の瞬間に感じる死の苦痛も同時に受け継がれる為、被撃墜経験が多ければ多い程、恐怖と憎悪がより深く刻み込まれる。
また再生施設の受信可能限界を超えて転送する事はできない為、再生施設と離れ過ぎた状態で破壊されれば、そのレイダーは再生する事無く完全に失われてしまう。
母集団からはぐれ、再生が絶望的となったレイダーは、それまでの苦痛に満ちた過去の記憶と未知なる完全な死への恐怖、自分を殺し続けた人間への憎悪を抱えながら本来の目的を果たそうとする。
老獪に、容赦無く、最後の一瞬まで戦い続けるのだ。
武装は胴体部に機関砲2門及び2箇所の翼下ランチャーに核弾頭装備可能な多目的ミサイルを格納している。機体内の有機体部分を取り除くとちょうど人間1人が入れるスペースができ、内部の機械を操作することで人による操縦も可能である。また、バイパーとは違い高性能のFTLドライブを装備しており、長距離のFTLジャンプが可能。
【スペック】
- 全長 8.94m／全高 1.52m／翼長 5.59m
- 武装 機関砲 2門／ミサイルランチャー 2基（核弾頭搭載可能ミサイル装備）